# Glanerbeek
De Glanerbeek, of Mulderinkbeek, is een zijstroom van de Dinkel. De beek ontspringt in het Duitse gedeelte van het Aamsveen, net over de Nederlandse grens in het district Borken in de Duitse deelstaat Noordrijn-Westfalen.
De beek stroomt aan de Nederlandse zijde van de grens door de gemeente Enschede. In de Enschedese nieuwbouwwijk De Eschmarke maakt de beek deel uit van een daar aangelegde ecozone. Vervolgens vormt de Glanerbeek bij het naar deze beek genoemde dorp Glanerbrug over een lengte van circa twee kilometer een natuurlijke grens met Duitsland. De beek mondt bij de buurtschap Glane in de Dinkel.
Het waterschap Regge en Dinkel heeft een groot gedeelte van de beek gerenatureerd. Hiertoe heeft het waterschap twee oude meanders aangekocht en op het watersysteem aangesloten en op enkele plaatsen een nieuw kronkelend bed gegraven. Verder is er een vistrap aangelegd (deze ligt bij Oikos, een wijk in Glanerbrug) en op enkele plaatsen langs de oevers muurtjes gemetseld met nestmogelijkheden voor de ijsvogel en voor de gele kwikstaart of grote gele kwikstaart.
Langs de Glanerbeekweg heeft Natuurmonumenten een nieuwe, bredere beek aangelegd dan de hiervoor genoemde beek. Ook zijn in dit nieuw aangelegde gedeelte een aantal zijkanten met keien dicht gelegd ter voorkoming van bodemerosie. Over de nieuwe beek zijn twee bruggen aangelegd, waarover Duitsland lopend of fietsend kan worden bereikt. Dit geheel is in 2006 aangelegd voor amfibieën als kikkers en kleine watersalamanders, in de hoop dat er meerdere soorten planten gaan groeien die er voorheen niet of nauwelijks groeiden, zoals de gele lis, het waterdrieblad en de veenwortel.